# تاکامیتسو تومییاما
تاکامیتسو تومییاما (انگلیسی: Takamitsu Tomiyama؛ زادهٔ ۲۶ دسامبر ۱۹۹۰) بازیکن فوتبال اهل ژاپن است.
وی در تیم ملی فوتبال زیر ۲۳ سال ژاپن نیز بازی کرده‌است.